# Basile Boli
Pour les articles homonymes, voir Basile et Boli.
Basile Boli, né le 2 janvier 1967 à Abidjan en Côte d'Ivoire, est un footballeur international français. Il évolue au poste de défenseur central durant les années 1980-1990.
Formé à l'AJ Auxerre, il débute en première division à seize ans avec ce club et s'impose rapidement comme titulaire. En 1990, Bernard Tapie parvient à le convaincre et il rejoint l'Olympique de Marseille, avec lequel il est champion de France et finaliste de la Coupe d'Europe des clubs champions dès sa première saison en 1990-1991. Puis, après un second sacre national d'affilée, Basile Boli marque le seul but de la finale de la Coupe d'Europe des clubs champions 1993 permettant ainsi à l'Olympique de Marseille d'être le premier club de l’histoire du football français à gagner une coupe d'Europe. 
À la suite d'une dernière saison terminée à la seconde marche de D1 française, Basile Boli s'engage avec le Rangers FC où il est sacré champion d'Écosse. Après un an, il revient dans le championnat français avec l'AS Monaco. Au bout de six mois, il s'en va terminer sa carrière dans le club japonais d'Urawa Red Diamonds jusqu'en 1997.
En équipe de France, Basile Boli connaît 45 sélections pour un but inscrit. Avec les Bleus, il participe à l'Euro 1992.
Une fois sa carrière de joueur terminée, il s'engage un temps en politique avant de revenir au football en tant que conseiller à l'AJ Auxerre puis coordinateur sportif à l'OM. Il est depuis 2015 ambassadeur de l'Olympique de Marseille.

## Biographie

### Enfance et formation

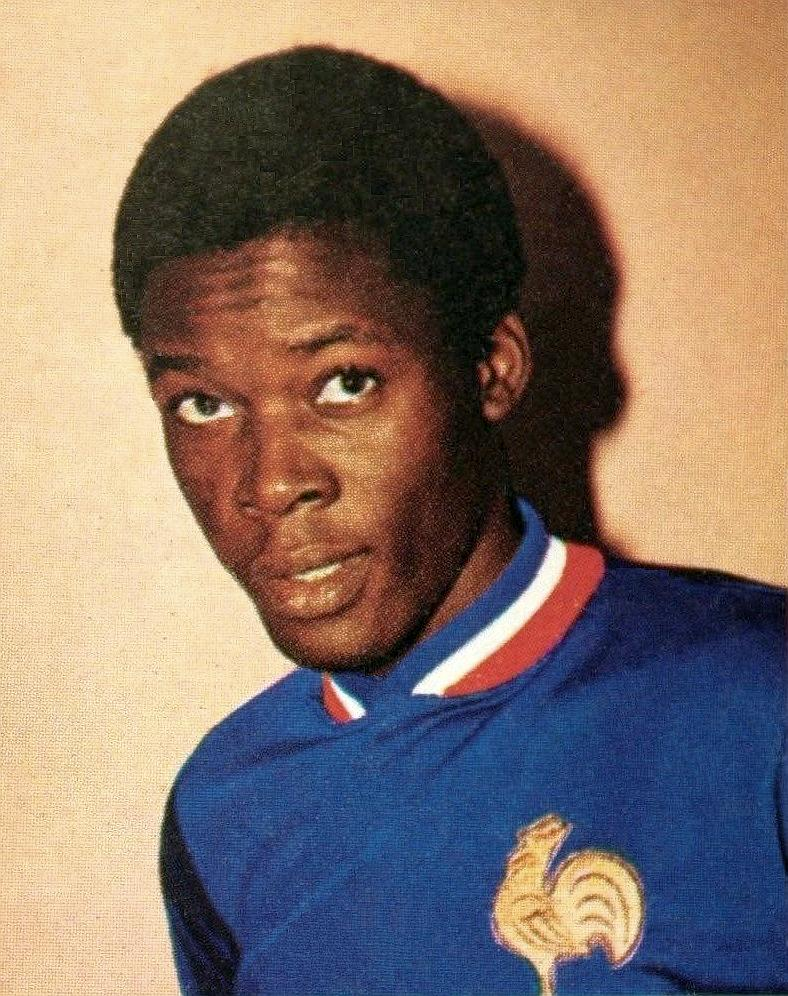
Lors de ses débuts, Boli est comparé à Marius Trésor.

Né le 2 janvier 1967 à Abidjan (dans le quartier d'Adjamé), en Côte d'Ivoire, la famille Boli arrive en France en 1980, dans le 19e arrondissement de Paris. Basile a des sœurs aînées ainsi que huit frères : Jean-Baptiste, Claude, Joseph, Lambert, Roger, Laurent, André et Noël. Ses parents et sœurs retournent plus tard vivre en Côte d'Ivoire.
Son père, ayant découvert Marseille en tant que tirailleur sénégalais, est fan de l'Olympique de Marseille. Son fils Basile est, lui, supporter du Paris Saint-Germain. Basile fréquente aussi les travées du Parc des Princes où il est ramasseur de balles au début des années 1980 et participe même à l'envahissement du terrain par les ultras du KOP de Boulogne le 15 mai 1982, à l'issue de la finale de la Coupe de France remportée face à Saint-Étienne.
Doué pour le sport et habitant Romainville en Seine-Saint-Denis, il débute dans le club de football de la ville. M. Gabes, un des dirigeants du CA Romainville, se souvient : « Je me rappelle des frères Boli quand ils jouaient en cadets. À l'époque, c'était Roger la vedette. (...) Basile, lui, était avant tout physique et moins fort techniquement. Les gamins le surnommait « Marius » (en référence à Marius Trésor), à cause de ses tacles hors pair. En fait, lorsque l'AJ Auxerre nous a contactés, ils étaient essentiellement intéressés par Roger. Mais comme ce dernier ne voulait pas partir sans son cadet, Guy Roux a décidé de prendre les deux ».
Non sollicité par le PSG, Basile Boli intègre le centre de formation de l'AJ Auxerre avec son frère Roger. Pendant sa formation à Auxerre, Basile participe aux victoires en championnat de France cadets en 1983 et en Coupe Gambardella en 1986, preuves de ses qualités de défenseur intraitable. Doté d'un physique impressionnant, Basile brille rapidement et éclipse même son frère, à qui on promettait pourtant un bel avenir dans le football. Basile déclare en 2014 : « à l’époque, on était seize au centre de formation. On a tous joué en D1 et il y a eu dix internationaux ».

### Débuts et premiers trophées à l'AJA (1983-1986)

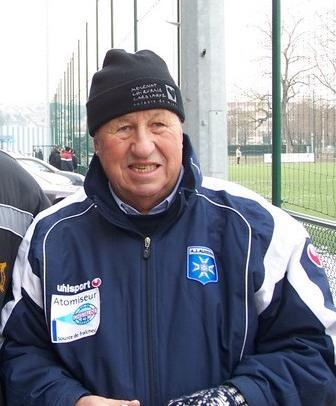
Guy Roux, dont Basile deviendra proche, le recrute, le titularise en Division 1 et lui permet de devenir international..

Guy Roux appelle Basile en équipe première d'Auxerre pour la première fois lors de la saison 1982-1983. Le 29 avril 1983, Boli participe à la réception de l'AS Monaco (1-1), à seize ans. L'AJA termine huitième de Division 1.
Dès l'année suivante, Boli devient un élément clé de la défense auxerroise. Lors de cette saison 1983-1984, l'AJA monte pour la première fois sur le podium en se classant troisième. L'AJA occupe même, pour la première fois de son histoire, la première place du classement, de la 5e à la 10e journée à la suite d'une série de sept victoires consécutives (de la 2e à la 9e journée).
La saison 1984-1985 voit Auxerre découvrir la Coupe d'Europe pour la première fois de son histoire en participant à la Coupe UEFA. Le tirage au sort ne lui est pas favorable puisqu'elle est opposée au Sporting Portugal. Le 19 septembre 1984, au Stade José Alvalade, Boli dispute donc sa première rencontre européenne et s'incline 2 buts à 0. Le match retour a lieu le 3 octobre. L'AJA réussit à remonter ses deux buts en retard, mais cède dans les prolongations en concédant deux buts (2-2). Auxerre termine la saison à la quatrième place en championnat. Grâce à la troisième place en D1 de l'AS Monaco, vainqueur de la Coupe de France, l'AJA est qualifié pour la Coupe UEFA suivante.
En Coupe UEFA, l'AJA hérite du Milan AC comme adversaire. Au match aller, le 18 septembre 1985, l'AJA s'impose 3-1. Paolo Maldini dispute ce jour-là son premier match en coupe d'Europe. Au match retour, l'AJA s'incline 3 buts à 0 et est éliminée. Septième en championnat et quart-de-finaliste en Coupe de France, l'AJA n'est pas européen une troisième saison d'affilée.

### Confirmation avec Auxerre (1986-1990)

Boli fait partie de l'équipe idéale de l'AJA des années 1977-2007, élue par les supporters.

Au début de la saison 1986-1987, Boli est appelé pour la première fois en équipe de France A. Auxerre termine quatrième en 1986-1987 et obtient une nouvelle qualification pour la C3.
L'AJA se fait éliminer encore une fois au premier tour de la Coupe UEFA 1987-1988 : défaite 2-0 en Grèce contre le Panathinaïkos puis victoire trop courte au retour (3-2). En championnat, le club auxerrois termine neuvième.
La saison 1988-1989 voit l'AJA terminer cinquième de D1. Boli inscrit un but. L'équipe atteint aussi les demi-finales de la Coupe de France où elle est éliminée par l'Olympique de Marseille, futur vainqueur de l'épreuve. Grâce à cette cinquième place en championnat, l'AJA retrouve la Coupe UEFA.
L'équipe de Boli passe pour la première fois le 1ᵉʳ tour européen lors de la C3 1989-1990. Lors du tour préliminaire, l'AJA réalise son premier exploit. Battu 0-1 à domicile par le Dinamo Zagreb, elle s'impose 3-1 en Yougoslavie et se qualifie pour les trente-deuxièmes de finale. Auxerre bat successivement les Albanais du KS Apolonia Fier, les Finlandais de RoPS Rovaniemi et les Grecs de l'Olympiakos Le Pirée avant d'être éliminée en quart de finale par la Fiorentina. En parallèle à cette aventure, l'AJA termine à la sixième place en championnat. Objet de nombreuses convoitises, dont le PSG, c'est finalement l'Olympique de Marseille de Bernard Tapie qui réussit à lui faire quitter son club formateur. C'est donc en 1990 que le joueur débarque à Marseille avec l'ambition avouée de remporter des titres dans un club ambitieux.
Son entraîneur durant toutes ses années auxerroises et avec qui il a relation quasi filiale, Guy Roux, déclare en 2018 que Boli est « le meilleur défenseur que [il a] eu ». Basile a, avec ses compagnons de fortune les Martini, Cantona, Vahirua ou encore Prunier, réalisé de multiples exploits et sorti l’AJA de l’anonymat. « On a été les premiers de la pyramide », assure-t-il en 2014.

### Consécration marseillaise (1990-1994)

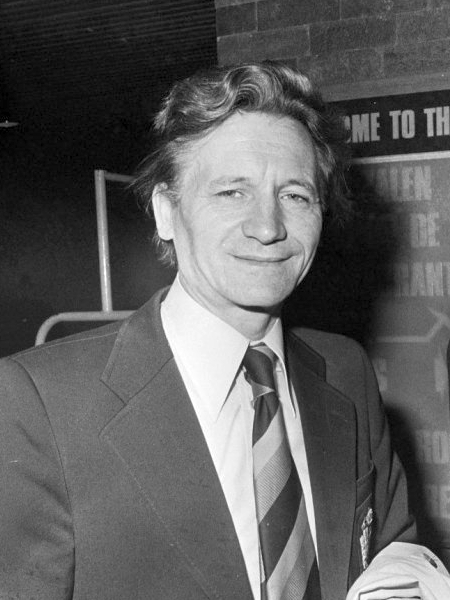
Raymond Goethals (ici en 1977) est le principal entraîneur de Boli à l'OM.

À l'orée de la saison 1990-1991, le onze de l'Olympique de Marseille subit quelques retouches avec les arrivées de Pascal Olmeta dans les buts marseillais et de Basile Boli en défense centrale pour pallier entre autres le départ de Karl-Heinz Förster. Mais cette saison est marquée par l'instabilité au poste d'entraîneur. Gérard Gili est remplacé par l'Allemand Franz Beckenbauer en septembre 1990 puis, en janvier 1991, c'est le technicien belge Raymond Goethals qui prend les commandes de l'équipe. Ces nombreux changements n'affectent pas les résultats de l'équipe qui obtient un nouveau titre de champion de France, le premier pour Boli. Basile est notamment l'auteur de huit buts en D1, chose rare pour un défenseur. Au niveau européen, le club marseillais échoue en finale de Coupe d'Europe des clubs champions face à l'Étoile rouge de Belgrade de Sinisa Mihajlovic aux tirs au but (0-0 tab 5-3), après avoir notamment éliminé en quarts de finale le Milan AC, double tenant du titre. À Bari en Italie, les caméras de télévision et les photographes s'attardent alors sur la tristesse de Basile Boli. Le joueur applaudit les supporters marseillais pour leurs encouragements tout en versant des larmes de déception (« les larmes de Bari »).
En 1991-1992, l'OM est une nouvelle fois champion de Division 1. L'OM est éliminé prématurément au deuxième tour de la nouvelle Ligue des champions par les Tchèques du Sparta Prague.
À l'été 1992, le club marseillais fait notamment signer le défenseur Marcel Desailly ainsi que les attaquants Alen Bokšić et Rudi Völler pour pallier le départ de Papin. Le Belge Raymond Goethals est toujours l’entraîneur des « Ciel et Blanc » et Basile fait partie des cadres de l'équipe au milieu des Deschamps, Desailly, Angloma, Pelé et Di Meco. Choix qui se révèleront payants puisque l'OM termine à la première place du championnat. Le 26 mai 1993, à Munich, l'OM affronte le Milan AC en finale de la Ligue des champions. Boli se blesse à un genou et demande à sortir « à 7 ou 8 minutes de la mi-temps », ce que le président Bernard Tapie interdit. Quelque temps plus tard, à la 43e minute, Abedi Pelé obtient un premier corner et le botte. Au premier poteau, Basile Boli devance Frank Rijkaard et ouvre le score d’une tête décroisée. Faisant écho aux larmes de Bari, la joie du joueur est immense lorsqu'il brandit la coupe et la présente aux supporters phocéens. Il entre ce jour-là dans l'histoire du football français, s'agissant de la première victoire d'un club français en Coupe d'Europe.
Sa dernière saison à Marseille n'est pas aussi accomplie que les précédentes. L'affaire VA-OM est dans tous les esprits, le club est criblé de dettes et Boli, miné par les blessures, n'apparaît qu'épisodiquement dans le onze olympien. À la fin de l'exercice 1993-94, l'OM perd son titre national et se voit rétrograder en Division 2 : Boli, comme la majorité de ses coéquipiers, quitte le navire phocéen.

### En équipe nationale (1986-1993)
Au début de sa carrière, il sera sélectionné une fois en équipe nationale A' et 10 fois en espoirs.
Dès 1986, Boli choisit de représenter la France en équipe nationale. Le 19 août 1986, il connaît sa première sélection à Lausanne pour Suisse-France et une défaite 2-0.
Les Bleus ne parviennent pas à sortir des qualifications pour la Coupe du monde 1990.
Lors des phases qualificatives pour l'Euro 1992, parmi les huit équipes qualifiées, l'équipe de France est la seule à gagner tous ses matchs. Boli offre la victoire en Albanie lors du troisième match (0-1), pour son unique but international. Lors de la phase finale en Suède, les Bleus sont décevants avec une élimination en phase de groupe.
Suivent ensuite les éliminatoires pour la Coupe du monde 1994. Sa dernière cape a lieu lors de la réception de la Russie en match amical le 28 juillet 1993 (3-1). Blessé au genou depuis la finale de la Ligue des champions 1993, Basile est absent de la sélection française lors des matchs ratés de l'automne 1993 qui se soldent par la non-qualification de la France. Basile Boli ne rejoue plus avec les Bleus.
Il fait partie de la défense française jusqu'en 1993. Sa carrière sous le maillot bleu n'est pas à la hauteur de celle qu'il a en club. Bien qu'il évolue en compagnie de joueurs doués comme Jean-Pierre Papin ou Éric Cantona, il ne remporte aucun titre.

### Fin de carrière à l'étranger (1994-1997)
Basile Boli rejoint les Glasgow Rangers pour vingt millions de francs et s'engage pour quatre ans. Star de l'équipe avec Brian Laudrup, il ne s'acclimate pourtant pas à l'état d'esprit du club. Malgré un titre de champion d'Écosse, il retrouve le championnat français un an après l'avoir quitté, en signant à l'AS Monaco. Les Girondins de Bordeaux, et l'Olympique de Marseille souhaitent aussi le recruter.
Il débarque sur le Rocher en tant que joker au cœur du mois d'août 1995 pour la même somme qu'un an plus tôt. Sur les ondes de France Info, il ne cache pas son enthousiasme de retrouver son championnat préféré : « Je suis heureux d'arriver dans un grand club européen. C'est un beau challenge personnel. Qui plus est, je suis content de retrouver mes anciens coéquipiers de Marseille, Barthez, Di Meco et Anderson ». L'entraîneur monégasque Jean Tigana se réjouit de cette arrivée : « Depuis le début du championnat, on a pris trop de buts. Il fallait faire quelque chose. Basile est aussi un leader intéressant ». Boli déclare « Pour l'équipe de France, je n'ai pas dit mon dernier mot et je suis venu à l'ASM pour gagner le championnat ». Mais, à 28 ans, Basile n'a pas joué en compétition depuis trois mois. Ses premiers pas monégasques en championnat de France sont compliqués. Il prend des avertissements à chaque match et/ou se blesse rapidement. Le 12 septembre 1995, et la réception de Leeds United en 32e finale de Coupe UEFA, Boli se télescope avec son gardien Marc Delaroche à la 80e minute sur le troisième but (0-3). Basile s’évanouit puis convulse. Ensuite, les mois passent et Boli joue peu, blessé ou suspendu. Avant les fêtes de Noël, le club de la Principauté officialise le départ de Basile Boli au Japon pour 15 millions de francs. Finalement, le défenseur n'a joué que treize matchs avec Monaco, pour seulement trois victoires, écopé de cinq avertissements et d'un carton rouge. Il manque huit matchs : deux pour suspension et six pour blessures. En 2022, le magazine So Foot le classe dans le top 1000 des meilleurs joueurs du championnat de France, à la 31e place.
Le club de Urawa Red Diamonds l'accueille pendant deux ans.

### Reconversion (depuis 1997)
En octobre 2003 il signe à l'AS Chatou, club de division supérieure régionale dirigé par Karl Olive.
En plus de ses activités à l’AS Chatou il est présentateur et producteur d’émissions pour Canal Horizons.
Invité au Fouquet's le soir de l'élection de Nicolas Sarkozy, il se voit confier par l'UMP une mission sur le codéveloppement, après avoir été approché par le PS dont il a toujours été assez proche pour être candidat aux législatives 2007. Il a refusé la proposition du PS et soutenu le candidat de l'UMP pour la présidentielle, prononçant par exemple un discours lors du meeting de Marseille au cours duquel il a déclaré : « Toute ma vie, j'ai voulu être le meilleur. Le meilleur, aujourd'hui, c'est Nicolas Sarkozy ».
Le 16 octobre 2007, Basile Boli est nommé secrétaire national de l'UMP chargé du codéveloppement par Patrick Devedjian, secrétaire général du parti.

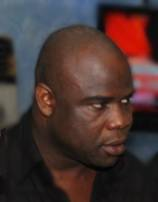
Basile Boli en 2008.

Par décret du 30 janvier 2008, Basile Boli est fait chevalier de la Légion d'honneur.
Le 17 novembre 2009, Basile Boli est placé en garde à vue à la brigade de répression de la délinquance économique (BRDE) dans le cadre d'une enquête préliminaire menée par le parquet de Nanterre. Il est soupçonné d'abus de confiance et de recel d'abus de confiance, infractions qui auraient été commises à l'occasion de la gestion de son association Entreprendre et diriger en Afrique - ERA. L'association aurait versé des salaires et remboursé des frais de déplacement excessifs par rapport à ses revenus, provenant essentiellement de l'Agence nationale de l'accueil des étrangers et des migrations (Anaem). En 2013, le tribunal correctionnel de Nanterre annule la procédure. Au terme d'un appel, une cour d'appel considère que la procédure n'était pas irrégulière, mais relaxe Basile Boli sur le fond et déboute la partie civile.
À la demande de l'actionnaire majoritaire de l'AJ Auxerre Emmanuel Limido, Basile Boli est nommé en 2014 conseiller du club et est chargé notamment d'aider au développement des activités de formation.
Le 18 septembre 2015, le président de l'Olympique de Marseille, Vincent Labrune, le nomme ambassadeur, chargé du développement de partenariats. Le 19 avril 2016, à la suite de la mise à l'écart de Michel, jusqu'alors entraîneur de l'OM, il est nommé coordinateur sportif aux côtés de l'entraîneur intérimaire, Franck Passi,.
En 2016, Basile Boli apparaît brièvement dans son propre rôle dans le film Marseille, de Kad Merad et en 2017, il fait une brève apparition dans le prime-time de Noël de la série Plus belle la vie, également dans son propre rôle, aux côtés de son ancien coéquipier de l'OM Éric Di Meco[réf. souhaitée].
À l'automne 2018, il participe à la neuvième saison de l'émission Danse avec les stars sur TF1, aux côtés de la danseuse Katrina Patchett,,, et termine septième de la compétition.
En 2020, il participe à la saison 2 de Mask Singer sur TF1, sous le costume du Requin et termine cinquième de la compétition en demi finale.
En 2022, il tente la création d'une Basile Boli Academy, destinée à former des jeunes au métier de footballeur à Noyon. Le projet s'arrêtera définitivement en 2024 laissant des regrets chez les aspirants footballeurs.

## Statistiques

### En club
| Saison                | Club                   | Championnat             | Championnat | Championnat | Coupe(s) nationale(s) | Coupe(s) nationale(s) | Compétition(s) continentale(s) | Compétition(s) continentale(s) | Compétition(s) continentale(s) | Total | Total |
| Saison                | Club                   | Division                | M.          | B.          | M.                    | B.                    | Comp.                          | M.                             | B.                             | M.    | B.    |
| 1982-1983             | AJ Auxerre             | Division 1              | 1           | 0           | -                     | -                     | -                              | -                              | -                              | 1     | 0     |
| 1983-1984             | AJ Auxerre             | Division 1              | 35          | 0           | 1                     | 0                     | -                              | -                              | -                              | 36    | 0     |
| 1984-1985             | AJ Auxerre             | Division 1              | 36          | 1           | 1                     | 0                     | C3                             | 2                              | 0                              | 39    | 1     |
| 1985-1986             | AJ Auxerre             | Division 1              | 36          | 2           | 6                     | 0                     | C3                             | 2                              | 0                              | 44    | 2     |
| 1986-1987             | AJ Auxerre             | Division 1              | 38          | 0           | 4                     | 0                     | -                              | -                              | -                              | 42    | 0     |
| 1987-1988             | AJ Auxerre             | Division 1              | 35          | 0           | 5                     | 0                     | C3                             | 2                              | 0                              | 42    | 0     |
| 1988-1989             | AJ Auxerre             | Division 1              | 37          | 1           | 8                     | 1                     | -                              | -                              | -                              | 45    | 2     |
| 1989-1990             | AJ Auxerre             | Division 1              | 36          | 0           | 2                     | 0                     | C3                             | 10                             | 1                              | 48    | 1     |
| Sous-total            | Sous-total             | Sous-total              | 254         | 4           | 27                    | 1                     | -                              | 16                             | 1                              | 297   | 6     |
| 1990-1991             | Olympique de Marseille | Division 1              | 38          | 8           | 5                     | 2                     | C1                             | 6                              | 2                              | 49    | 12    |
| 1991-1992             | Olympique de Marseille | Division 1              | 34          | 5           | 4                     | 0                     | C1                             | 4                              | 0                              | 42    | 5     |
| 1992-1993             | Olympique de Marseille | Division 1              | 32          | 4           | 1                     | 0                     | C1                             | 9                              | 2                              | 42    | 6     |
| 1993-1994             | Olympique de Marseille | Division 1              | 27          | 3           | 3                     | 0                     | -                              | -                              | -                              | 30    | 3     |
| Sous-total            | Sous-total             | Sous-total              | 131         | 20          | 13                    | 2                     | -                              | 19                             | 4                              | 163   | 26    |
| 1994-1995             | Glasgow Rangers        | Scottish Premier League | 28          | 2           | -                     | -                     | C1                             | 1                              | 0                              | 29    | 2     |
| 1995-1996             | AS Monaco              | Division 1              | 11          | 0           | -                     | -                     | C3                             | 2                              | 0                              | 13    | 0     |
| 1996                  | Urawa Red Diamonds     | J-League                | 22          | 2           | 10                    | 3                     | -                              | -                              | -                              | 32    | 5     |
| 1997                  | Urawa Red Diamonds     | J-League                | 9           | 0           | 3                     | 0                     | -                              | -                              | -                              | 12    | 0     |
| Sous-total            | Sous-total             | Sous-total              | 31          | 2           | 13                    | 3                     | -                              | -                              | -                              | 44    | 5     |
| Total sur la carrière | Total sur la carrière  | Total sur la carrière   | 455         | 28          | 40                    | 3                     | -                              | 38                             | 5                              | 533   | 36    |

### En équipe nationale
| Année | Sélections | Buts |
| ----- | ---------- | ---- |
| 1986  | 4          | 0    |
| 1987  | 5          | 0    |
| 1988  | 7          | 0    |
| 1989  | 1          | 0    |
| 1990  | 8          | 1    |
| 1991  | 6          | 0    |
| 1992  | 11         | 0    |
| 1993  | 3          | 0    |
| Total | 45         | 1    |

| 0   | Date             | Lieu                               | Compétition                  | Résultat | Adversaire | Détail | Détail     | Détail | Sél. |
| --- | ---------------- | ---------------------------------- | ---------------------------- | -------- | ---------- | ------ | ---------- | ------ | ---- |
| 1er | 17 novembre 1990 | Stade Qemal-Stafa, Tirana, Albanie | Éliminatoires de l'Euro 1992 | V 0-1    | Albanie    | 22e    | de la tête | 0-1    | 25e  |

## Style de joueur
En mars 2018, Frank Lebœuf, déclare que Basile Boli n’avait pas de grandes qualités techniques, mais un mental à toute épreuve. Son plus jeune frère Noël se rappelle des débuts de Basile au CA Romainville : « quand tu rentres dans un petit club, tu te heurtes parfois à des choix mesquins, opérés en fonction de la couleur de la peau et non à partir de ton niveau de jeu. Ce sont des détails comme ça qui vous brisent le moral ou, au contraire, vous poussent jusqu'au bout. Basile s'est accroché, s'est battu ».
Son style de jeu se constitue d'un engagement physique supérieur à la moyenne. Les huit saisons passées sous les couleurs auxerroises démontrent les qualités de battant et de puissance physique de Basile Boli[réf. nécessaire].

## Palmarès

### En club
- Vainqueur de la Ligue des champions en 1993 avec l'Olympique de Marseille
- Champion de France en 1991 et 1992 avec l'Olympique de Marseille
- Champion d'Écosse en 1995 avec les Glasgow Rangers
- Vainqueur de la Coupe Gambardella en 1986 avec l'AJ Auxerre
- Vainqueur de la Coupe des Alpes en 1985 et 1987 avec l'AJ Auxerre
- Champion de France Cadets en 1983 avec l'AJ Auxerre
- Finaliste de la Coupe des clubs champions européens en 1991 avec l'Olympique de Marseille
- Finaliste de la Coupe de France en 1991 avec l'Olympique de Marseille

#### Titres mineurs
- Vainqueur du Tournoi de Marseille en 1990 avec l'Olympique de Marseille
- Vainqueur du Tournoi de Paris en  1991 avec l'Olympique de Marseille
- Finaliste du Trophée Joan Gamper en 1991 avec l'Olympique de Marseille
- Deuxième de la Coupe de la Méditerranée en  1991 avec l'Olympique de Marseille

### En équipe de France
- Vainqueur du Tournoi de France en 1988
- Vainqueur du Tournoi du Koweït en 1990

## Distinctions individuelles
- Élu révélation de l'année France Football en 1984[35]
- Étoile d'or France Football en 1989[35]
- Membre de l'équipe idéale des années 1977-2007 de l'AJ Auxerre
- Membre de la Dream Team des 110 ans de l'Olympique de Marseille en 2010[36]

## Filmographie
- 2016 : Marseille : Basile
- 2017 : Plus belle la vie (prime-time Pour toujours les premiers)
- 2022 : Classico de Nathanaël Guedj et Adrien Piquet-Gauthier : lui-même

### Publication
- Basile Boli et Claude Askolovitch, Black Boli, Grasset, 1994